# Vella pseudocytisus
Vella pseudocytisus är en korsblommig växtart som beskrevs av Carl von Linné. Vella pseudocytisus ingår i släktet Vella och familjen korsblommiga växter.

## Underarter
Arten delas in i följande underarter:
- V. p. glabrata
- V. p. paui
- V. p. pseudocytisus